# Jarome Iginla
Jarome Arthur-Leigh Adekunle Tig Junior Elvis Iginla, född 1 juli 1977 i Edmonton, Alberta, är en kanadensisk professionell före detta ishockeyspelare. Han spelade över 1500 matcher i National Hockey League (NHL) för lagen Calgary Flames, Pittsburgh Penguins, Boston Bruins, Colorado Avalanche och Los Angeles Kings.
Som junior var Iginla med och vann Memorial Cup med Kamloops Blazers två gånger och utnämndes till årets spelare för Western Hockey League (WHL) 1996. Han valdes som 11:e spelare totalt av Dallas Stars i NHL Entry Draft 1995 men trejdades till Calgary innan han gjorde sin NHL-debut. Under smeknamnet "Iggy" vann han poängligan NHL i mål och poäng 2001–2002 och vann Lester B. Pearson Award som den mest värdefulla spelare som röstats av spelarna. Säsongen 2003–04 gjorde Iginla flest mål i ligan för andra gången och ledde som kapten Flames till Stanley Cup-finalen och vann målligan i slutspelet.
Iginla togs ut i NHL All-Star sex gånger och är Flames meste poänggörare i mål och poäng och spelade matcher, och ligger på andra plats i assist bakom Al MacInnis. Iginla gjorde 50 mål på en säsong vid två tillfällen och är en av sju spelare i NHL-historien som gjort 30 mål på 11 säsonger i rad. Han är en av 20 spelare i NHL-historien som gjort över 600 mål och är en av 34 spelare som gjort 1300 poäng under sin karriär. Han är en tidigare vinnare av Mark Messier Leadership Award och har blivit erkänd av både Flames och ligan för sitt samhällsarbete; medan han spelade för Flames donerade Iginla $2000 dollar till barnens välgörenhetsorganisation Kidsport för varje mål han gjorde. Hans nummer #12 gick i pension av Flames under en ceremoni före en match 2 mars 2019.
Internationellt representerade Iginla Kanada vid flera tillfällen. Han var med och vann JVM-guld 1996 och VM-guld 1997 samt World Cup i ishockey 2004. Han är också tvåfaldig olympisk guldmedaljör bland annat vid vinter-OS 2002 där han hjälpte leda Kanada till sitt första olympiska mästerskap i hockey på 50 år.
Iginla valdes till Hockey Hall of Fame 2020. Iginla är den fjärde svarta spelaren som valdes in efter Grant Fuhr, kvinnohockeypionjären Angela James och Willie O'Ree.

## Statistik

### Klubbkarriär
| 1991–92    | St. Albert Raiders  | AMHL       | 36   | 26  | 30  | 56   | 22   | —  | —  | —  | —  | —  |
| 1992–93    | St. Albert Raiders  | AMHL       | 36   | 34  | 53  | 87   | 20   | —  | —  | —  | —  | —  |
| 1993–94    | Kamloops Blazers    | WHL        | 48   | 6   | 23  | 29   | 33   | 19 | 3  | 6  | 9  | 10 |
| 1994–95    | Kamloops Blazers    | WHL        | 72   | 33  | 38  | 71   | 111  | 21 | 7  | 11 | 18 | 34 |
| 1995–96    | Kamloops Blazers    | WHL        | 63   | 63  | 73  | 136  | 120  | 16 | 16 | 13 | 29 | 44 |
| 1995–96    | Calgary Flames      | NHL        | 0    | 0   | 0   | 0    | 0    | 2  | 1  | 1  | 2  | 0  |
| 1996–97    | Calgary Flames      | NHL        | 82   | 21  | 29  | 50   | 37   | —  | —  | —  | —  | —  |
| 1997–98    | Calgary Flames      | NHL        | 70   | 13  | 19  | 32   | 29   | —  | —  | —  | —  | —  |
| 1998–99    | Calgary Flames      | NHL        | 82   | 28  | 23  | 51   | 58   | —  | —  | —  | —  | —  |
| 1999–00    | Calgary Flames      | NHL        | 77   | 29  | 34  | 63   | 26   | —  | —  | —  | —  | —  |
| 2000–01    | Calgary Flames      | NHL        | 77   | 31  | 40  | 71   | 62   | —  | —  | —  | —  | —  |
| 2001–02    | Calgary Flames      | NHL        | 82   | 52  | 44  | 96   | 77   | —  | —  | —  | —  | —  |
| 2002–03    | Calgary Flames      | NHL        | 75   | 35  | 32  | 67   | 49   | —  | —  | —  | —  | —  |
| 2003–04    | Calgary Flames      | NHL        | 81   | 41  | 32  | 73   | 84   | 26 | 13 | 9  | 22 | 45 |
| 2005–06    | Calgary Flames      | NHL        | 82   | 35  | 32  | 67   | 86   | 7  | 5  | 3  | 8  | 11 |
| 2006–07    | Calgary Flames      | NHL        | 70   | 39  | 55  | 94   | 40   | 6  | 2  | 2  | 4  | 12 |
| 2007–08    | Calgary Flames      | NHL        | 82   | 50  | 48  | 98   | 83   | 7  | 4  | 5  | 9  | 2  |
| 2008–09    | Calgary Flames      | NHL        | 82   | 35  | 54  | 89   | 37   | 6  | 3  | 1  | 4  | 4  |
| 2009–10    | Calgary Flames      | NHL        | 82   | 32  | 37  | 69   | 58   | —  | —  | —  | —  | —  |
| 2010–11    | Calgary Flames      | NHL        | 82   | 43  | 43  | 86   | 40   | —  | —  | —  | —  | —  |
| 2011–12    | Calgary Flames      | NHL        | 82   | 32  | 35  | 67   | 43   | —  | —  | —  | —  | —  |
| 2012–13    | Calgary Flames      | NHL        | 31   | 9   | 13  | 22   | 22   | —  | —  | —  | —  | —  |
| 2012–13    | Pittsburgh Penguins | NHL        | 13   | 5   | 6   | 11   | 9    | 15 | 4  | 8  | 12 | 16 |
| 2013–14    | Boston Bruins       | NHL        | 78   | 31  | 30  | 61   | 47   | —  | —  | —  | —  | —  |
| 2014–15    | Colorado Avalanche  | NHL        | 82   | 29  | 30  | 59   | 42   | —  | —  | —  | —  | —  |
| 2015–16    | Colorado Avalanche  | NHL        | 82   | 22  | 25  | 47   | 41   | —  | —  | —  | —  | —  |
| 2016–17    | Colorado Avalanche  | NHL        | 61   | 8   | 10  | 18   | 54   | —  | —  | —  | —  | —  |
| 2016–17    | Los Angeles Kings   | NHL        | 19   | 6   | 3   | 9    | 16   | —  | —  | —  | —  | —  |
| NHL totalt | NHL totalt          | NHL totalt | 1554 | 625 | 675 | 1300 | 1040 | 81 | 37 | 31 | 68 | 98 |

### Internationellt
| År                     | Lag                    | Turnering              |    | Matcher | Mål | Assist | Poäng | Utv |
| ---------------------- | ---------------------- | ---------------------- | -- | ------- | --- | ------ | ----- | --- |
| 1996                   | Kanada                 | JVM                    | 6  | 5       | 7   | 12     | 4     |     |
| 1997                   | Kanada                 | VM                     | 11 | 2       | 3   | 5      | 2     |     |
| 2002                   | Kanada                 | OS                     | 6  | 3       | 1   | 4      | 0     |     |
| 2004                   | Kanada                 | WC                     | 6  | 2       | 1   | 3      | 2     |     |
| 2006                   | Kanada                 | OS                     | 6  | 2       | 1   | 3      | 4     |     |
| 2010                   | Kanada                 | OS                     | 7  | 5       | 2   | 7      | 0     |     |
| Internationellt totalt | Internationellt totalt | Internationellt totalt | 42 | 19      | 15  | 34     | 12    |     |

### All-Star matcher
| År              | Plats                                         |   | Mål | Assist | Poäng |
| --------------- | --------------------------------------------- | - | --- | ------ | ----- |
| 2002            | Staples Center, Los Angeles, Kalifornien, USA | 0 | 0   | 0      |       |
| 2003            | BankAtlantic Center, Sunrise, Florida, USA    | 0 | 1   | 1      |       |
| 2004            | Xcel Energy Center, St. Paul, Minnesota, USA  | 0 | 0   | 0      |       |
| 2008            | Philips Arena, Atlanta, Georgia, USA          | 0 | 1   | 1      |       |
| 2009            | Centre Bell, Montréal, Québec, Kanada         | 1 | 0   | 1      |       |
| 2012            | Canadian Tire Centre, Ottawa, Ontario, Kanada | 1 | 2   | 3      |       |
| All-Star totalt | All-Star totalt                               | 2 | 4   | 6      |       |

## Meriter och utmärkelser
| Merit                                                                              | År              |
| ---------------------------------------------------------------------------------- | --------------- |
| NHL All-Rookie Team                                                                | 1997            |
| First team All-Star                                                                | 2002, 2008 2009 |
| Maurice "Rocket" Richard Trophy Leading goal scorer                                | 2002, 2004      |
| Art Ross Trophy Leading point scorer                                               | 2002            |
| Lester B. Pearson Award Most Valuable Player as voted by the players               | 2002            |
| Second team All-Star                                                               | 2004            |
| King Clancy Memorial Trophy Leadership and humanitarian contributions              | 2004            |
| NHL Foundation Player Award commitment, perseverance and teamwork in the community | 2004            |
| Mark Messier Leadership Award                                                      | 2009            |
| Hockey Hall of Fame                                                                | 2020            |

| Merit                            | År   |
| -------------------------------- | ---- |
| World Junior First All-Star team | 1996 |
| World Junior Best Forward        | 1996 |

| Merit                                                               | År         |
| ------------------------------------------------------------------- | ---------- |
| Memorial Cup Championship team                                      | 1994, 1995 |
| George Parsons Trophy Most sportsmanlike player of the Memorial Cup | 1995       |
| WHL West First All-Star team                                        | 1996       |
| Four Broncos Memorial Trophy WHL player of the year                 | 1996       |
| CHL First All-Star team                                             | 1996       |

| Merit                                                                  | År                               |
| ---------------------------------------------------------------------- | -------------------------------- |
| Molson Cup CGY – Most three star selections                            | 2001, 2002 2003, 2004 2008, 2011 |
| Ralph T. Scurfield Humanitarian Award CGY – Humanitarian contributions | 2001, 2002                       |
| J. R. McCaig Award CGY – Respect, courtesy and compassion              | 2008                             |